# Vesikulös stomatit
Vesikulös stomatit även kallad höstblåsor eller hand-fot-munsjuka, är en smittsam men ofarlig virussjukdom.
Sjukdomen brukar uppträda i smärre epidemier med några års intervall. Den drabbar främst barn under 10 år och brukar uppträda i smärre utbrott på daghem och liknande institutioner. Sjukdomen ses vanligen mot slutet av sommaren – tidiga hösten, därav namnet höstblåsor.
Denna sjukdom bör inte förväxlas med djursjukdomen mul- och klövsjukan eller djursjukdomen vesikulär stomatit.
Sjukdomen orsakas av ett så kallat Coxsackievirus. Man blir smittad genom nära kontakt med redan sjuka, som utsöndrar virus via näsa, svalg och utslagen. Möjligen kan smitta också ske via avföringen. Smitta sker inte via föda eller vatten. Inkubationstiden är 3-5 dagar.

## Symtom
Små fläckar och blåsor på händer och fötter samt runt och i munnen (läppar, kinder, tunga och gom och framför allt baktill i svalget). Blåsorna brukar brista och bilda ytliga sår. I vissa fall kan barnet även få feber (38–39˚C). 

## Behandling
Ingen specifik behandling behövs. God hygien och minskad kontakt med omgivningen minskar smittspridningsrisken, som dock ofta redan har skett när sjukdomsfall har konstaterats.
Om barnet har mycket ont i munnen av blåsorna kan vid vissa fall smärtstillande medel behövas. Tillfrisknande sker vanligen inom en vecka.
Barn i förskola eller skola rekommenderas stanna hemma endast om de känner sig sjuka och/eller om de har feber.